# Сафоново (Чеховский район)
Сафоново — деревня в городском округе Чехов Московской области России.

## Население
| 2002 | 2006 | 2010 |
| ---- | ---- | ---- |
| 0    | →0   | →0   |

## География
Сафоново расположено примерно в 11 км на юг от Чехова, на запруженном безымянном истоке ручья бассейна реки Сухая Лопасня (правый приток Лопасни), высота центра деревни над уровнем моря — 175 м. На 2016 год в Сафоново зарегистрированы 5 садовых товариществ.
Деревня связана автобусным сообщением с центром городского округа и соседними населёнными пунктами.

## История
До 28 февраля 2005 года входила в состав Стремиловского сельского округа, после его упразднения и до 2017 года — в состав сельского поселения Стремиловское Чеховского района Московской области.